# Jacobo Bolbochán
Pour l’article homonyme, voir Julio Bolbochán.
Jacobo Bolbochán est un joueur d'échecs argentin né le 26 décembre 1906 à Azul et mort le 29 juillet 1984.

## Biographie et carrière
Jacobo Bolbochán était le frère aîné de Julio Bolbochán qui fut grand maître international.
Jacobo Bolbochán remporta le championnat d'Argentine d'échecs à deux reprises : en 1931-1932 et 1932 en battant à chaque fois en match Isaías Pleci. Il perdit la finale du championnat argentin en 1933 face à Luis Piazzini et en 1935 face à Roberto Grau. En 1937, il remporta le tournoi de sélection du challenger mais renonça à affronter en match le champion Guimard. En 1942, il finit deuxième du championnat argentin derrière Herman Pilnik. En 1945, il finit deuxième du tournoi de sélection du challenger pour le titre national.
Il  représenta l'Argentine lors de trois olympiades d'échecs : en 1935, 1937 et 1939 et remporta la médaille de bronze individuelle au deuxième échiquier lors de l'Olympiade d'échecs de 1935 (avec 12 points sur 19 parties) et la médaille de bronze individuelle au troisième échiquier lors de l'Olympiade d'échecs de 1939 à Buenos Aires (avec 13 points sur 19 parties).
Jacobo Bolbochán reçut le titre de maître international en 1965.